# Jack George
John Edwin George, Jr., dit Jack George, né le 13 novembre 1928 et mort le 30 janvier 1989, est un ancien joueur américain de basket-ball.

## Biographie
George joua au basketball et au baseball à l'université La Salle au début des années 1950. Il fut sélectionné par les Philadelphia Warriors en 1953 et joua durant huit saisons en NBA avec les Warriors et les New York Knicks. Il remporta un titre de champion avec les Warriors en 1956 et participa à deux NBA All-Star Game en 1956 et 1957. Évoluant au poste de meneur de jeu, il termina parmi les dix meilleurs passeurs à six reprises dans sa carrière et fut le joueur ayant le plus grand temps de jeu (2840 minutes jouées) lors de la saison 1955-1956.